# Nanocovax
Nanocovax — кандидат на вакцину проти COVID-19, розроблений «Nanogen Pharmaceutical Biotechnology JSC».

## Опис
«Nanocovax» є субодиничною вакциною, зробленою на основі рекомбінантного білка шиповидних відростків оболонки вірусу, отриманого з вірусу SARS-CoV-2, з гідроксидом алюмінію як ад'ювантом. Вакцина вводиться двократно внутрішньом'язово, другу дозу вводять через 21 день після першої дози.

## Клінічні дослідження
Міністерство охорони здоров'я В'єтнаму припустило, що вакцина «Nanocovax», розроблена компанією «Nanogen Pharmaceutical Biotechnology JSC», є найбільш перспективною, оскільки її успішно розробили в лабораторії, та виявила імуногенність під час досліджень на тваринах.

### Доклінічні дослідження та I фаза клінічних досліджень
7 грудня Національний інститут гігієни та епідеміології В'єтнаму повідомив результати дослідження «Nanocovax» на хом'яках. Хом'яків вакцинували, а потім протягом 14 днів інфіковували їх коронавірусом SARS-CoV-2. Виявилось, що ці хом'яки не інфікувались, і результати тестування на коронавірус мокроти хом'яків також показало відсутність інфікування. У той же час у мишей, яким не вводилась вакцина, виявлено позитивний результат тестування на новий коронавірус, і в них виявлено ознаки інтоксикації. 17 грудня 2020 року компанія «Nanogen Pharmaceutical Biotechnology JSC» розпочала клінічне дослідження вакцини «Nanocovax» на людях.
У І фазі клінічного дослідження (відкритому, підвищення дози) брали участь 60 здорових дорослих добровольців з В'єтнаму, в якому оцінювалися безпеки, переносимості та первинної оцінки імуногенності вакцини при внутрішньом'язовому введенні учасників дослідження.

### ІІ фаза клінічного дослідження
26 лютого 2021 року компанія «Nanogen Pharmaceutical Biotechnology JSC» розпочала ІІ фазу клінічних досліджень вакцини «Nanocovax» у двох місцях — Ханої та південній провінції Лонган. У ІІ фазі клінічного дослідження (рандомізованому, подвійному сліпому, багатоцентровому, плацебо-контрольованому дослідженні) брали участь 560 здорових добровольців, у якому оцінювались безпека, імуногенність, та визначення оптимальної дози для внутрішньом'язового введення вакцини в учасників дослідження. З 25 березня по 6 квітня добровольцям, які отримали перші ін'єкції у рамках II фази клінічного дослідження між 26 лютого і 10 березня, було проведено другу ін'єкцію вакциною «Nanocovax». У частини учасників дослідження спостерігались побічні ефекти у місці ін'єкції, поява яких не спричинювала необхідність надання додаткової медичної допомоги. Результати цієї фази клінічного дослідження будуть опубліковані в травні 2021 року перед підготовкою до ІІІ стадії клінічного дослідження, в якій вакцина буде перевірятися на 10—30 тисячах осіб для перевірки її ефективності та безпеки.

### ІІІ фаза
У квітні 2021 року представник компанії «Nanogen Pharmaceutica» заявив, що третій етап клінічного дослідження вакцини «Nanocovax» заплановано розпочати в травні і закінчити в кінці червня 2021 року, на 3 місяці раніше запланованого. Цей етап буде проведений на 1500-3000 осіб віком від 12 до 75 років, на якому буде продовжено оцінюватись імуногенність та ефективність вакцини.

## Виробництво
Вартість вакцини «Nanocovax» може складати до 120 тисяч в'єтнамських донгів або близько 5,2 доларів США за дозу. Компанія «Nanogen Pharmaceutical» на початок 2021 року мала виробничі потужності, достатні для виробництва від 10 до 20 мільйонів доз вакцини на рік. Компанія розраховує збільшити свої виробничі потужності для виробництва 50—70 мільйонів доз на рік для задоволення внутрішнього попиту.
Згідно заяви представника компанії «Nanogen Pharmaceutical» в інтерв'ю журналу «Nikkei Asia», вакцина «Nanocovax» може стати доступною для масового виробництва та постачання вже в другій половині 2021 року, якщо буде доведено її ефективність. 26 березня 2021 року другу дозу вакцини «Nanocovax» отримали заступник міністра науки і технологій Фам Конг Тик та віце-прем'єр-міністр Во Дик Дам.